# Exerman-Hersby naturreservat (del i Österåkers kommun)
Exerman-Hersby naturreservat är ett naturreservat i Vallentuna kommun med en liten del i Österåkers kommun i Stockholms län.
Området är naturskyddat sedan 2003 och är 71 hektar stort. Reservatet omfattar skog och mindre våtmarker. Reservatet består av barrblandskog, granskog och tallskog. Faktarutan till höger visar data för den mindre delen i Österåkers kommun kommun, data för delen i Vallentuna kommun (67 hektar) beskrivs i artikeln Exerman-Hersby naturreservat